# Priscilla Ahn
Priscilla Ahn, właśc. Priscilla Natalie Hartranft (ur. 9 marca 1984 w  Fort Stewart) – amerykańska piosenkarka, autorka tekstów i multiinstrumentalistka.

## Życiorys

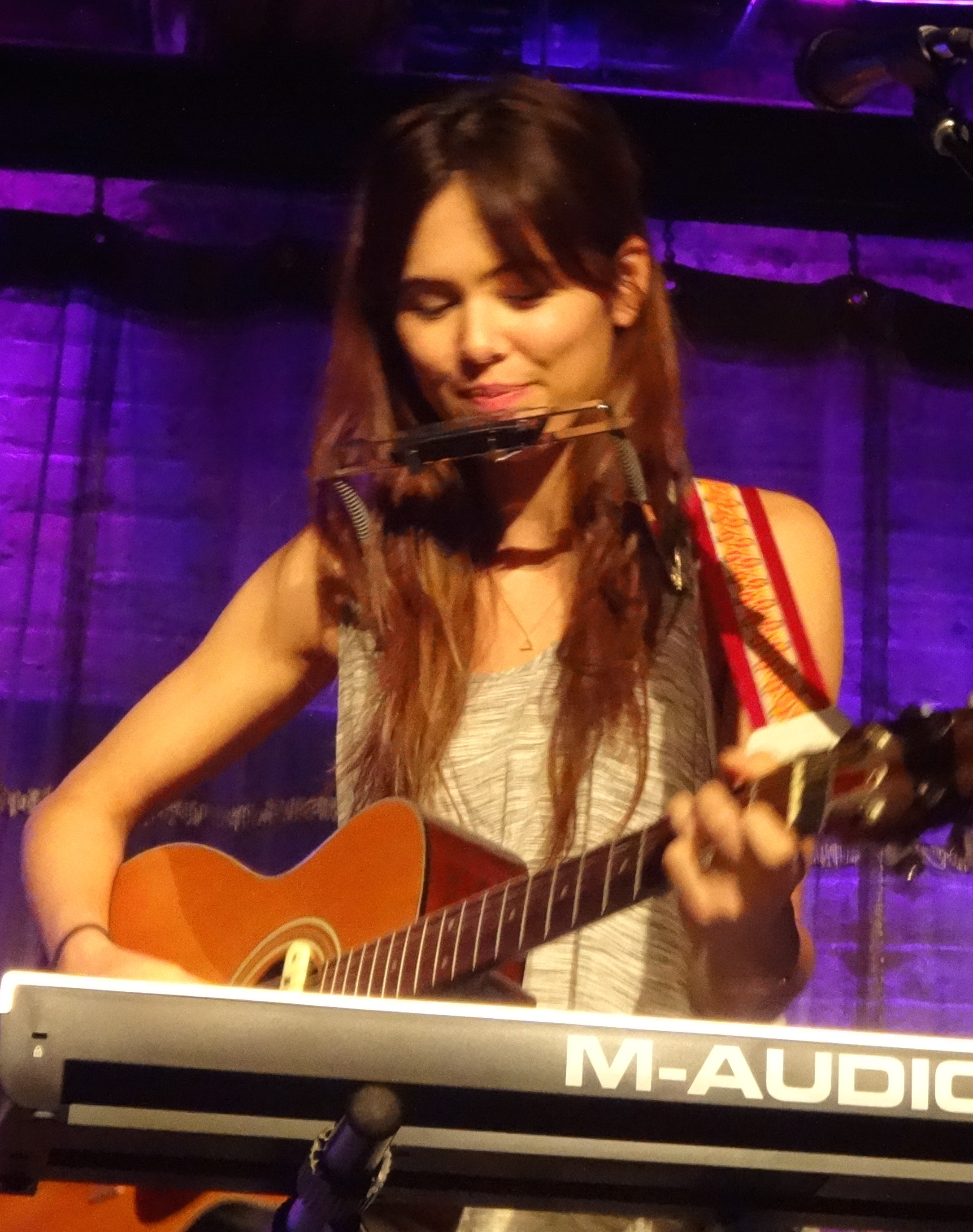
Ahn na koncercie w Evanston (2014)

Priscilla Ahn urodziła się 9 marca 1984 roku w Fort Stewart w stanie Georgia. Jej ojciec, Harold Hartranft, jest Amerykaninem, a matka, Kay Ahn – Koreanką. Jej rodzice poznali się podczas służby ojca w armii amerykańskiej w Korei Południowej.
Dzieciństwo spędziła w hrabstwie Berks w Pensylwanii, gdzie uczęszczała do  Tulpehocken Area High School.
W wieku 6 lub 7 lat rozpoczęła grę na fortepianie, a w wieku 14 lat – grę na gitarze i harmonijce. W czasach szkolnych występowała w chórach i przedstawieniach muzycznych.
Pod wpływem nauczyciela muzyki zamiast kontynuować naukę w wieku 19 lat rozpoczęła karierę muzyczną i rok po ukończeniu szkoły średniej przeniosła się do Los Angeles.

## Pseudonim
Pseudonim sceniczny Priscilla Ahn jest połączeniem prawdziwego imienia artystki oraz panieńskiego nazwiska jej matki, Ahn. Został przybrany ze względu na skomplikowaną pisownię i trudną wymowę nazwiska Hartranft oraz w celu uhonorowania koreańskich korzeni artystki.

## Kariera
W początkach kariery Priscilla Ahn związana była z wytwórnią Blue Note Records. W 2008 r. premierę miał jej debiutancki album, A Good Day, wyprodukowany przez Joeya Waronkera.
Priscilla Ahn koncertowała z Joshuą Radinem, Amosem Lee, Willie Nelsonem i Rayem Lamontangne, współtworzyła albumy m.in. Amosa Lee (Supply and Demand i Mission Bell), Joshuy Radin (We Were Here, Unclear Sky i Underwater) oraz Tiësto (Kaleidoscope).
Występowała w programach telewizyjnych, m.in. The Tonight Show with Jay Leno oraz Dancing with the Stars. Jej piosenki były wielokrotnie wykorzystywane na ścieżkach dźwiękowych filmów i seriali. W szczególności w 2014 roku skomponowała piosenkę Fine On The Outside do reżyserowanego przez Hiromasę Yonebayashi filmu Studia Ghibli, Marnie. Przyjaciółka ze snów.

## Życie prywatne
Ahn jest żoną aktora Michaela Westona, wnuka pianisty Artura Rubinsteina. Mają dwóch synów.

## Dyskografia

### Albumy
- A Good Day (10 czerwca 2008)[8]
- When You Grow Up (3 maja 2011)
- Natural Colors (27 czerwca 2012)

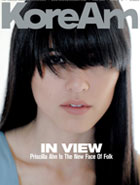
Priscilla Ahn na okładce magazynu „KoreAm” (2008)

- Home ~ My Song Diary (31 października 2012)
- This Is Where We Are (25 lipca 2013)
- Just Know That I Love You (16 lipca 2014)
- Priscilla Ahn Best (23 lipca 2014)
- La La La (28 października 2016)

### EP
- Priscilla Ahn (2007)
- Live Session (2008)
- In A Tree (2009)
- Sweet Hearts (2012, z Charlie Wadhams)
- Waiting (25 marca 2021)[9]

### Single
- Dream (2008)
- I'll Never Smile Again (2009)
- gościnnie w utworze Tiësto I Am Strong (2009)
- Where The Leaf Starts To Fall z udziałem zespołu Sodagreen (2013)
- gościnnie w utworze Sodagreen 從一片落葉開始 (It Began With A Fallen Leaf) (2013)

### Teledyski
- Dream
- Red Cape
- Vibe So Hot
- I Don’t Have Time To Love
- When You Grow Up
- Torch Song
- Home
- Remember How I Broke Your Heart
- Leave It Open
- You Make The World A Better Place

### Gościnny udział
- śpiew i fortepian – album Joshuy Radin We Were Here, Columbia, 2006 (jako Priscilla Hartranft)
- śpiew – album Amosa Lee Supply and Demand, Blue Note Records, 2006
- śpiew – EP Joshuy Radin Unclear Sky: "The Fear You Won't Fall", 2006
- śpiew – album Joshuy Radin Underwater: "Let It Go", "The Greenest Grass", 2012
- śpiew – album Williama Fitzsimmonsa The Sparrow and the Crow, Mercer Street, 2008
- śpiew – EP Cary Brothers Vol. 1 Maps, 2012
- śpiew – album Ashtara Command American Sunshine: "The Breakup Song", "Rosa", "All the Stars in Heaven", 2011
- śpiew – album TV on the Radio Nine Types of Light: "Will Do", 2011
- śpiew – album Amosa Lee Mission Bell: "Stay with Me", 2011

## Filmografia

### Filmy
- 2009: Ślubne wojny – Dream (Twentieth Century Fox Film Corporation)
- 2009: Loving Leah – Dream (Hallmark Hall of Fame)
- 2009: Miłość w Seattle – Dream (Universal City Studios Productions LLLP)
- 2009: Legends of the Canyon – Dream (Impact film Sales LTD)
- 2010: Bez mojej zgody – Find My Way Back Home (Warner Bros. Pictures)
- 2010: Uwolnić orkę 4: Ucieczka z Zatoki Piratów – Find My Way Back Home (Warner Bros. Pictures)
- 2010: Niewidzialny znak – In a Tree (Invisible Indelible)
- 2012: Red Flag – Find My Way Back Home (Hands On Productions, Inc.)
- 2012: Wysoka fala – śpiew
- 2012: Kozy – Wallflower (The Goats, LLC)
- 2013: Missing Pieces – Find My Way Back Home (Contraction Entertainment)
- 2013: Pacific Rim – Mako (Warner Bros. Pictures & Legendary Pictures)
- 2014: Marnie. Przyjaciółka ze snów – Fine on the Outside (Studio Ghibli)
- 2014: Wychodne mamusiek – Dream (Affirm Films)
- 2016: La La Land – dodatkowy śpiew
- 2016: Amerykańska sielanka – Moon River (Lionsgate)

### Programy telewizyjne i reklamy
- 2009: Uwaga, faceci! – Leave the Light On (Warner Bros. Television)
- 2009: Chirurdzy – Dream (ABC Studios)
- 2009: Świry – A Good Day (Morning Song) (NBC Studios, Inc.)
- 2009: Knight Rider –  I Don’t Think So (NBC Studios, Inc)
- 2009: Zaklinacz dusz – Dream (ABC Studios)
- 2009: Eli Stone – Dream (ABC Studios)
- 2009: reklama serialu Ostry dyżur – Silent Night (NBC Studios, Inc)
- 2010: reklama Jeep Wrangler "We Build" – In a Tree (BBDO)
- 2010: So You Think You Can Dance – Dream (DanceNation Productions, Inc.)
- 2010: Powrót do życia – Dream (NBC Universal Television)
- 2010: The Biggest Loser – Red Cape (BL4 Productions, Inc)
- 2010: Bracia i siostry – Dream (ABC Studios)
- 2010: Chirurdzy – Christmas Time Is Here (ABC)
- 2010: reklama Kansai Electric Power – Leave The Light On (EMI Music Japan)
- 2011: So You Think You Can Dance Sezon 7 – Dream (Dick Clark Productions, Inc.)
- 2011: Świry – Christmas Time Is Here (GEP)
- 2011: reklama Kansai Electric Power – Leave The Light On (EMI Japan)
- 2011: Ślubnie, nieślubnie, inaczej – Find My Way Back Home (EMI UK)
- 2012: Za wszelką cenę – Dream (ABC Studios)
- 2012: United States: In Plain Sight Sezon 4 – Wallflower (NBC Universal Television Music)
- 2012: R.I.S. Police scientifique – Dream (EMI Music France)
- 2012: Soko wo Nantoka – I'll Be Here (EMI Music Japan)
- 2014: Soko wo Nantoka 2 – Best I can ベスト・アイ・キャン (Universal Music Japan)

### Udział w programach telewizyjnych
- 2008: The Tonight Show with Jay Leno – (Odc. 16.107 – NBC Studios)
- 2008: The Late Late Show with Craig Ferguson – (Odc. 5.1 – CBS)
- 2009: Later with Jools Holland – (Odc. 34.4 – BBC)
- 2011: The Tonight Show with Jay Leno – (Odc. 19.140 – NBC Studios)
- 2011: Dancing with the Stars – (Odc. 12.13 – CBS)